# Golczowice (województwo małopolskie)
Golczowice – wieś w Polsce położona w województwie małopolskim, w powiecie olkuskim, w gminie Klucze, w dolinie nad Białą Przemszą w Parku Krajobrazowym Orlich Gniazd.
Gołczowice były wsią królewska w tenucie rabsztyńskiej w powiecie proszowskim województwa krakowskiego w końcu XVI wieku. W latach 1975–1998 miejscowość administracyjnie należała do województwa katowickiego.

## Historia
Wieś z XIV w. W 1401 został wymieniony Stefan, sołtys golczowicki, a później jego następcy. W XV w. władali wsią dzierżawcy Zamku Rabsztyn: Melsztyńscy, Tęczyńscy, a w XVI w. Bonerowie i inni. W XIX wieś zwie się Gołczowice. 1827 – wieś obejmuje 25 domostw, w których żyło 197 mieszkańców. W centrum miejscowości stoi pomnik - krzyż poświęcony potyczce oddziału powstańców kpt. Mossakowskiego z kolumną wojska rosyjskiego pod Golczowicami w 1863. W 1789 wieś była własnością królewską liczącą 146 mieszkańców w 35 domach.

## Położenie
Na południowy wschód w lesie między Golczowicami a Jaroszowcem planuje się stworzyć rezerwat leśny Góra Stołowa (ochrona zbiorowisk lasu grądowego, jaworzyny górskiej, buczyny sudeckiej, ciepłolubnej buczyny naskalnej, kwaśnej buczyny niżowej oraz malowniczych skał wapiennych i jaskini).

## Komunikacja
Dojazd do Golczowic:
- autobus, linie: 473 – kierunek Olkusz, 474 – kierunek Olkusz i 470 – kierunek Cieślin (tylko w wakacje)
- stacja PKP Jaroszowiec – 2 km